# District de Phước Long (Bình Phước)
Phước Long est une ville de la province de Bình Phước dans la région sud-est du Vietnam. Il borde le district de Bù Đăng à l'est, le district de Bù Gia Mập au nord et le district de Phú Riềng à l'ouest et au sud.

## Sources
- « Districts of Vietnam », Statoids (consulté le 31 juillet 2013)